# Ernst Kegel
Friedrich Moritz Ernst Kegel (Wilkau-Haßlau, 11 de abril de 1876 – Dresden, 14 de fevereiro de 1945) foi um químico alemão. A ele foi conferido universalmente o primeiro título de Doktoringenieur (Dr.-Ing.) no âmbito de um título acadêmico.
Kegel morreu em 1945 durante o bombardeamento de Dresden.

## Obras
- Zur Frage der Constitution der Paraoxyazokörper, Dissertation 1900.